# ماسامیتسو ایچیگوچی
ماسامیتسو ایچیگوچی (انگلیسی: Masamitsu Ichiguchi؛ زادهٔ ۱۲ ژانویهٔ ۱۹۴۰) کشتی‌گیر فرنگی اهل ژاپن است.
وی در مسابقات کشوری و بین‌المللی در مجموع برندهٔ ۳ مدال طلا شده‌است.